# Яп (аэропорт)
Международный аэропорт Яп — аэропорт на острове Яп, главном острове штата Яп на территории Федеративных Штатов Микронезии.